# Cangrande della Scala
Cangrande della Scala (1291–1329) – władca Werony z dynastii della Scala (Skaligerowie) od 1311. Na jego panowanie przypada szczyt świetności rodu. Stawiany za wzór wodza i cnót rycerskich. Zajął Vicenzę, Padwę i Treviso. Był przywódcą stronnictwa gibelinów w północnej Italii. W latach 1303–1304 gościł i wspomagał wygnanego z Florencji Dantego. Poeta przedstawił go za to w Boskiej komedii w bardzo korzystnym świetle.